# Museo Nacional de Corea
El Museo Nacional de Corea es el principal museo de la historia y el arte coreano ubicado en Corea del Sur. Es la organización cultural que representa a Corea y se estableció por primera vez en 1945. En octubre de 2005, el museo abrió sus puertas en un nuevo edificio en el Parque de la Familia Yongsan en Seúl, Corea del Sur. El museo contiene más de 150 000 objetos.[cita requerida] Pretende ser el museo más grande en Asia y el sexto entre los mayores museos del mundo en términos de superficie, la cual abarca 28 542 metros cuadrados.[cita requerida]
Las medidas para proteger los tesoros en el interior del museo incluyen el diseño de un edificio construido para soportar un terremoto de magnitud 6,0 en escala de Richter. Las vitrinas de los objetos están equipadas con plataformas de protección sísmica que absorben los temblores e impactos, también hay un sistema importado de iluminación natural que utiliza la luz solar en lugar de luces artificiales y un sistema de purificación de aire diseñado para proteger el arte y los objetos del museo. El museo también está hecho de materiales resistentes al fuego.
Para diseñar el nuevo edificio, el gobierno coreano licitó propuestas de arquitectos de todo el mundo para el nuevo edificio. Hubo más de 854 entradas de 59 países. El diseño ganador se inspiró en la idea de una fortaleza tradicional coreana y fue presentado por Chang-Il Kim, Junglim Architects & Engineers Ltd.
El edificio es oblongo, al igual que una fortaleza coreana, de 404 metros de longitud. Tiene seis pisos de altura y está rodeado de jardines y plantas autóctonas. Se llega en la Línea 4 en la estación de Ichon o de la Línea de Yongsan-Deokso del Metro de Seúl.

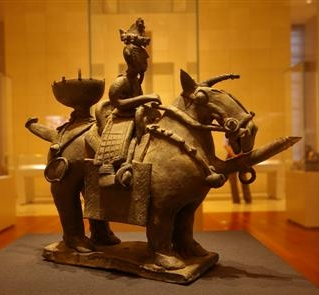
objetos funerarios loza con forma de un guerrero a caballo 도기 기마인물형 명기 02

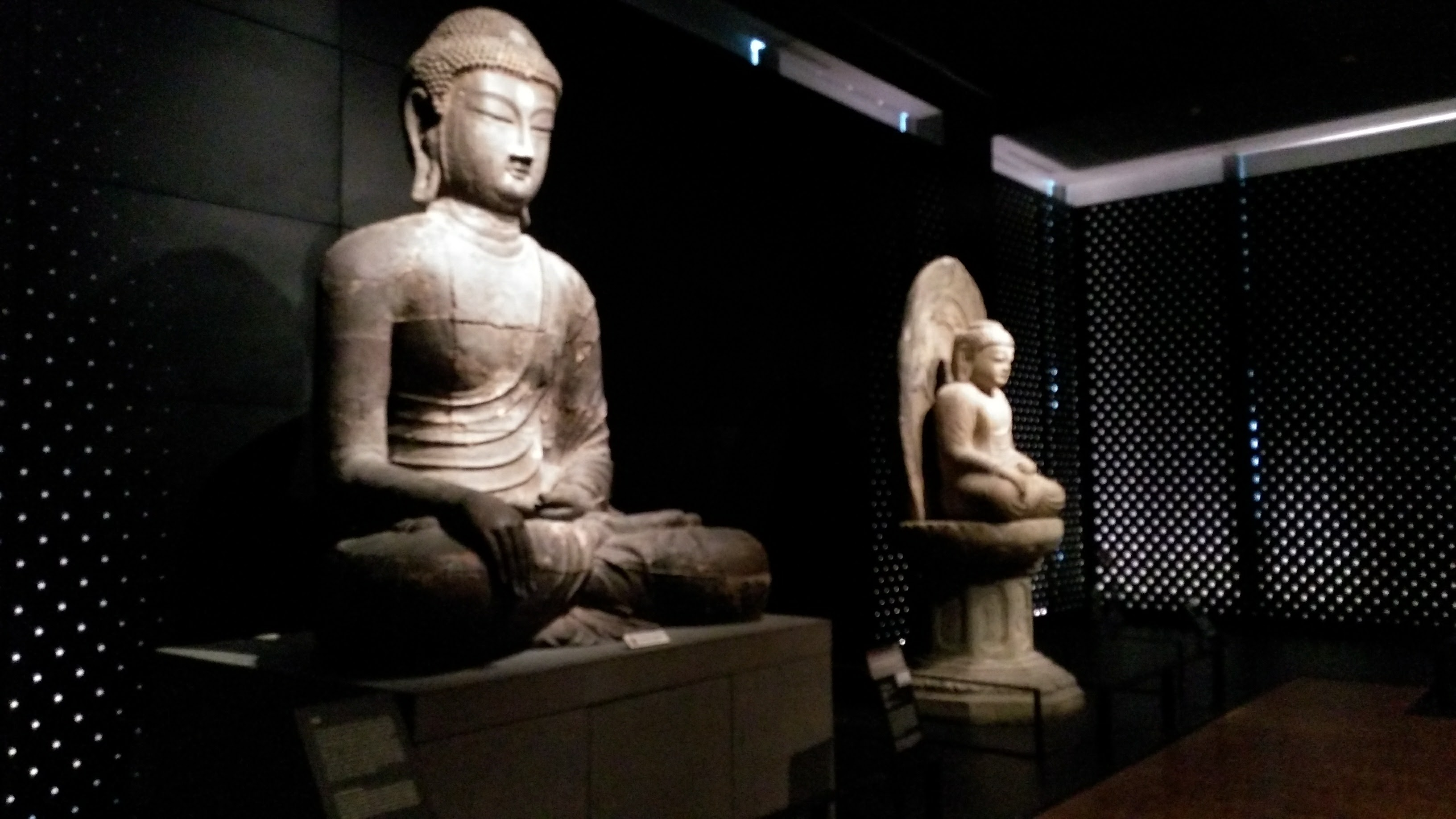
Museo Nacional de Corea, Buda similar al encontrado en la Gruta de Seokguram.

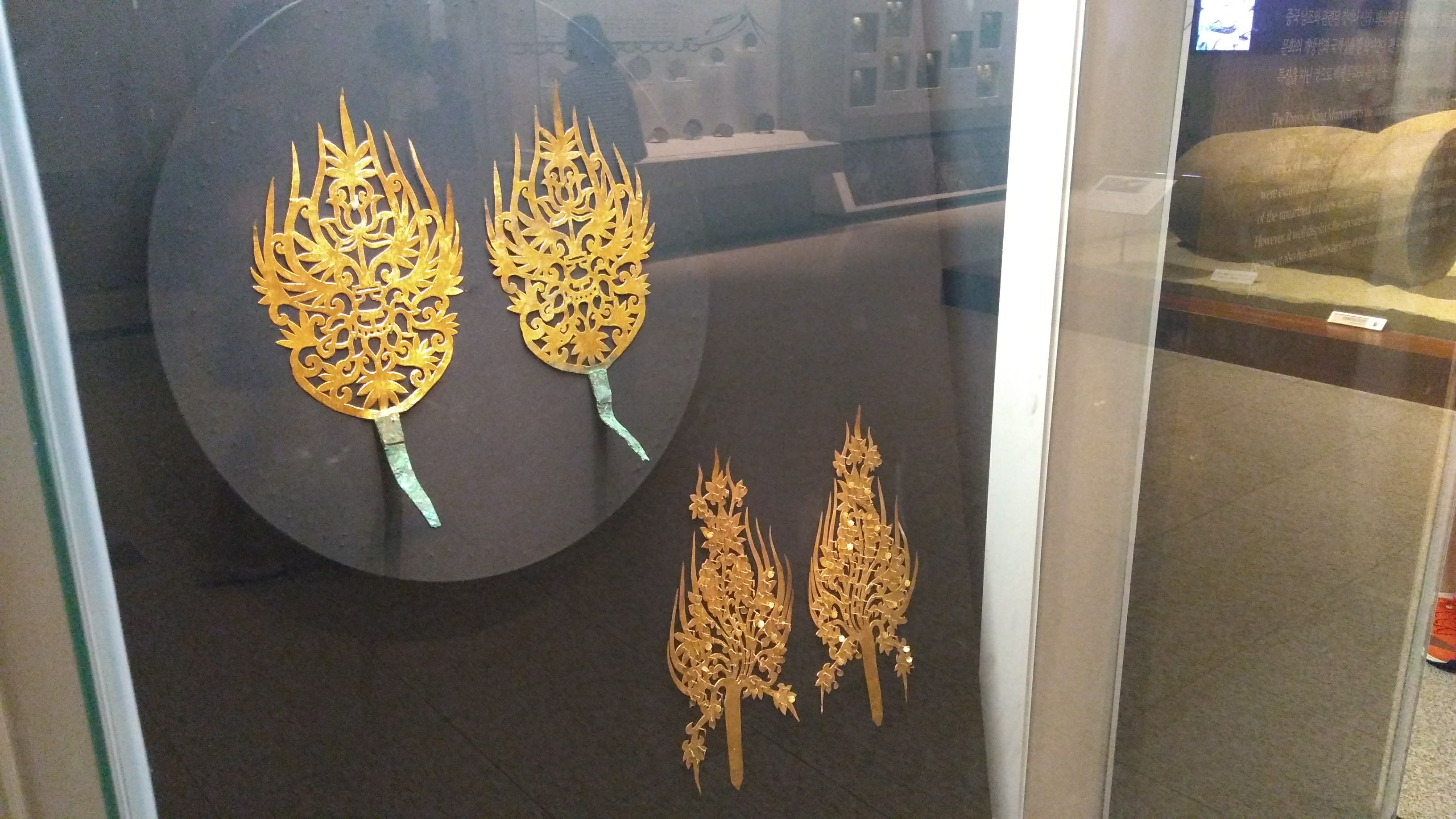
Museo Nacional de Corea, Objetos encontrados en las tumbas reales.

## Historia
El emperador Sunjong estableció el primer museo de Corea, el Imperial Household Museum, en 1909. Las colecciones del Museo Imperial Doméstico de Changgyeonggung y el Museo General del Gobierno japonés administrado durante el gobierno japonés de Corea se convirtieron en el núcleo de la colección del Museo Nacional, Corea recuperó su independencia en 1945.
Durante la guerra de Corea, las 20 000 piezas del museo fueron trasladadas con seguridad a Busan para evitar la destrucción. Cuando el museo volvió a Seúl después de la guerra, fue alojado en el Palacio Gyeongbokgung y Palacio de Deoksugung. En 1972, el museo se trasladó otra vez a un nuevo edificio en las afueras del palacio de Gyeonbokgung. El museo se trasladó de nuevo en 1986 al Jungangcheong, antiguo edificio del gobierno general japonés , donde fue alojado (con cierta controversia y crítica) hasta la demolición del edificio en 1995. En diciembre de 1996, el museo fue abierto al público en alojamiento temporal En la renovada Sala de Educación Social, antes de reabrir oficialmente su nuevo gran edificio en el Parque de la Familia Yongsan el 28 de octubre de 2005.
En octubre de 2005, el museo se abrió en un nuevo edificio en el Parque Familiar Yongsan en Seúl, Corea del Sur. El museo está situado en lo que solía ser un campo de golf que formaba parte de la guarnición de Yongsan, el mando central de las Fuerzas de los Estados Unidos estacionados en Corea. El ejército estadounidense devolvió una parte de la tierra en 1992 al gobierno coreano, que pasó a convertirse en el Parque de la Familia Yongsan. Mientras que los planes para el museo dentro del parque comenzaron en 1993, su abertura fue retrasada repetidamente por un helipuerto, que fue reasentado eventual en 2005 por el acuerdo. El museo contiene sobre 310 000 piezas en su colección, con cerca de 15 000 piezas contemporáneas. Exhibe reliquias y artefactos a lo largo de seis galerías de exposiciones permanentes como la Prehistoria y la Galería de la Antigüedad, la Galería de la Edad Media y la Edad Moderna, la Galería de Donaciones, la Galería de Caligrafía y Pintura, la Galería de Arte Asiático y la Galería de Escultura y Artesanía. Es el sexto museo más grande del mundo en términos de espacio, que ahora cubre un total de 295 551 metros cuadrados (3 180 000 pies cuadrados). Con el fin de proteger los artefactos dentro del museo, el edificio principal fue construido para soportar un terremoto de magnitud 6.0 Richter Escala. Las vitrinas están equipadas con plataformas amortiguadoras. También hay un sistema de iluminación natural importado que utiliza luz solar en lugar de luces artificiales y un sistema de aire acondicionado especialmente diseñado. El museo está hecho de materiales resistentes al fuego y cuenta con salas de exposiciones especiales, instalaciones educativas, un museo para niños, amplias zonas de exposición al aire libre, restaurantes, cafeterías y tiendas.

## Exhibición
El museo está dividido en tres plantas. Simbólicamente, se supone que la izquierda del museo representa el pasado, mientras que el lado derecho del museo representa el futuro. La planta baja contiene parques; Jardines de plantas autóctonas; Cascadas y piscinas; y una colección de pagodas, stupas, linternas y estelas (incluyendo el Tesoro Nacional de Corea n.º 2, la Gran Campana de Bosingak, el ejemplar de las campanas coreanas del período Joseon).

## Primer piso
En el primer piso se encuentra la Galería de Prehistoria e Historia Antigua, que contiene aproximadamente 4500 artefactos desde el Paleolítico hasta la era de Silla Unificada excavados en sitios de todo Corea. Las nueve salas de exposición de la galería son la Sala Paleolítica, la Sala del Neolítico, la Edad del Bronce y la Sala Gojoseon, la Sala Proto Tres Reinos, la Sala Goguryeo, la Sala Baekje, la Sala Gaya y la Sala Silla. Desde reliquias de piedra hasta antiguos ornamentos reales de lujo, las reliquias mostradas aquí muestran el largo viaje de los primeros pobladores de la Península hacia el desarrollo de su cultura única.
Artefactos de importantes sitios prehistóricos y asentamientos como los Petroglyphs Bangudae y Songgung-ni se encuentran en la sala del periodo Neolítico y Edad del Bronce.
También en el primer piso se encuentra la Galería de la Edad Media y la Edad Moderna, que muestra el patrimonio cultural e histórico a lo largo de los períodos unificados de Silla, Balhae, Goryeo y Joseon. Las ocho habitaciones de la galería incluyen la sala Unified Silla, la sala Balhae, la sala Goryeo y la sala Joseon.

## Segundo piso
El segundo piso contiene la galería de la donación y la galería de la caligrafía y de la pintura, que contiene 890 piezas de arte que exhiben las artes tradicionales y religiosas de Corea. La Galería de Caligrafía y Pintura se divide en cuatro salas: la Sala de Pintura, la Sala de Caligrafía, la Sala de Pinturas Budistas y la Sarangbang (Estudio de Estudiantes).
La Galería de Donaciones contiene 800 piezas de arte donadas de colecciones privadas. La galería está dividida en once salas: la Sala de Colección Lee Hong-kun, la Sala de Colección Kim Chong-hak, la Sala de Colección Yu Kang-yul, la Sala de Colección Park Young-sook, la Sala de Colección Choi Young-do, el Parque La Sala de Colección Byong-rae, la Sala de Colección Yoo Chang-jong, la Sala de Colección Kaneko Kazushige, la Sala de Colección Hachiuma Tadasu, la Sala de Colección Iuchi Isao y la Sala de Colección Otros.